# Héméra
Héméra ou Héméré est une divinité primordiale dans la mythologie grecque de l'Antiquité. Elle incarne la lumière terrestre et personnifie donc le Jour.

## Présentation

### Étymologie
Héméra, qui peut aussi s'orthographier Héméré en grec ancien (Attique), vient du grec : Ἡμέρα / Hêméra ou en ionien Ἡμέρη / Hêmérê, « jour ».

### Mythologie grecque
Dans la mythologie grecque, elle est la fille d'Érèbe (les Ténèbres) ou de Chronos (le Temps) et de Nyx (la Nuit).

### Les fables d'Hygin (Iersiècleav. J.-C.)
Selon les Fables d'Hygin, elle serait directement issue du Chaos primordial. C'est aussi la sœur d'Éther (la Lumière céleste).
Elle s'unit avec son frère Éther, de qui elle a Thalassa. Certaines sources citent aussi Gaïa et Ouranos.

## Mythe
Plus tard, pour apporter la nuit aux hommes, sa mère Nyx (la Nuit) recouvre Gaïa (la Terre) de son voile d'obscurité entre l'Éther (l'Air pur et chaud des parties supérieures du Ciel respiré par les dieux) et l'Ær (l'Air des parties inférieures du Ciel respiré par les mortels). Le matin, Héméra disperse ce voile, révélant ainsi l'Éther (le Ciel supérieur, partie la plus brillante de la haute atmosphère) bleu et brillant du jour.
Dans les cosmogonies antiques, la Nuit et le Jour étaient considérés comme indépendants du Soleil.
Certains auteurs identifient Héméra avec Héra, la reine du Ciel (en), ou avec Éos, déesse de l'Aurore. Cependant, Hésiode semble plus la considérer comme une substance divine du Jour plutôt que comme une déesse anthropomorphe.
Dans la mythologie romaine, son homologue est Dies (en).

## Éponymie
L'astéroïde (9671) Héméra porte son nom.
Héméra a donné son nom à une société de production audiovisuelle au Canada.

## Iconographie
L'idée du jour personnifié a inspiré des sculpteurs et des peintres, qui ont représenté des allégories.

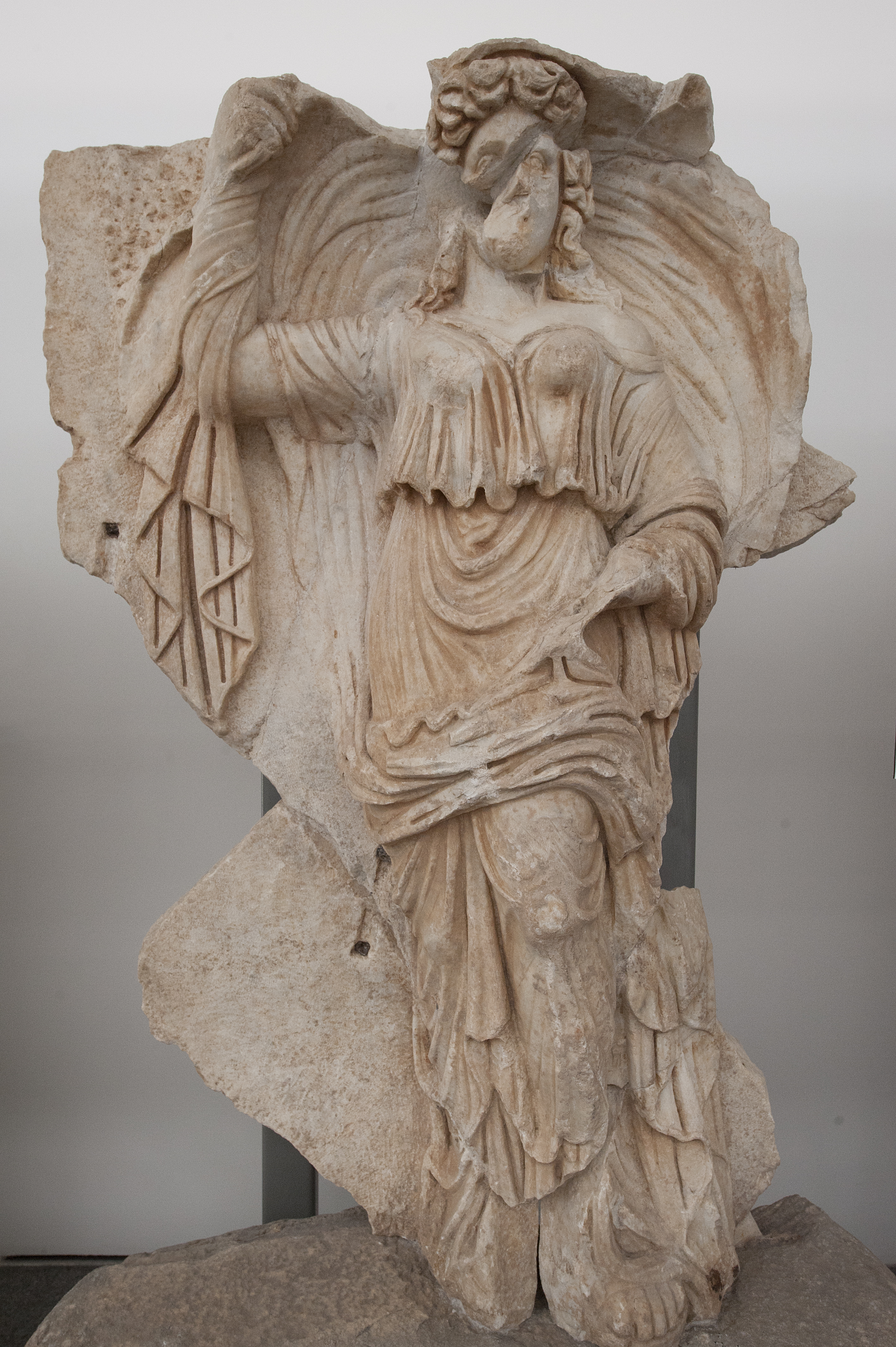
Sculpture au musée archéologique Aphrodisias (Turquie).
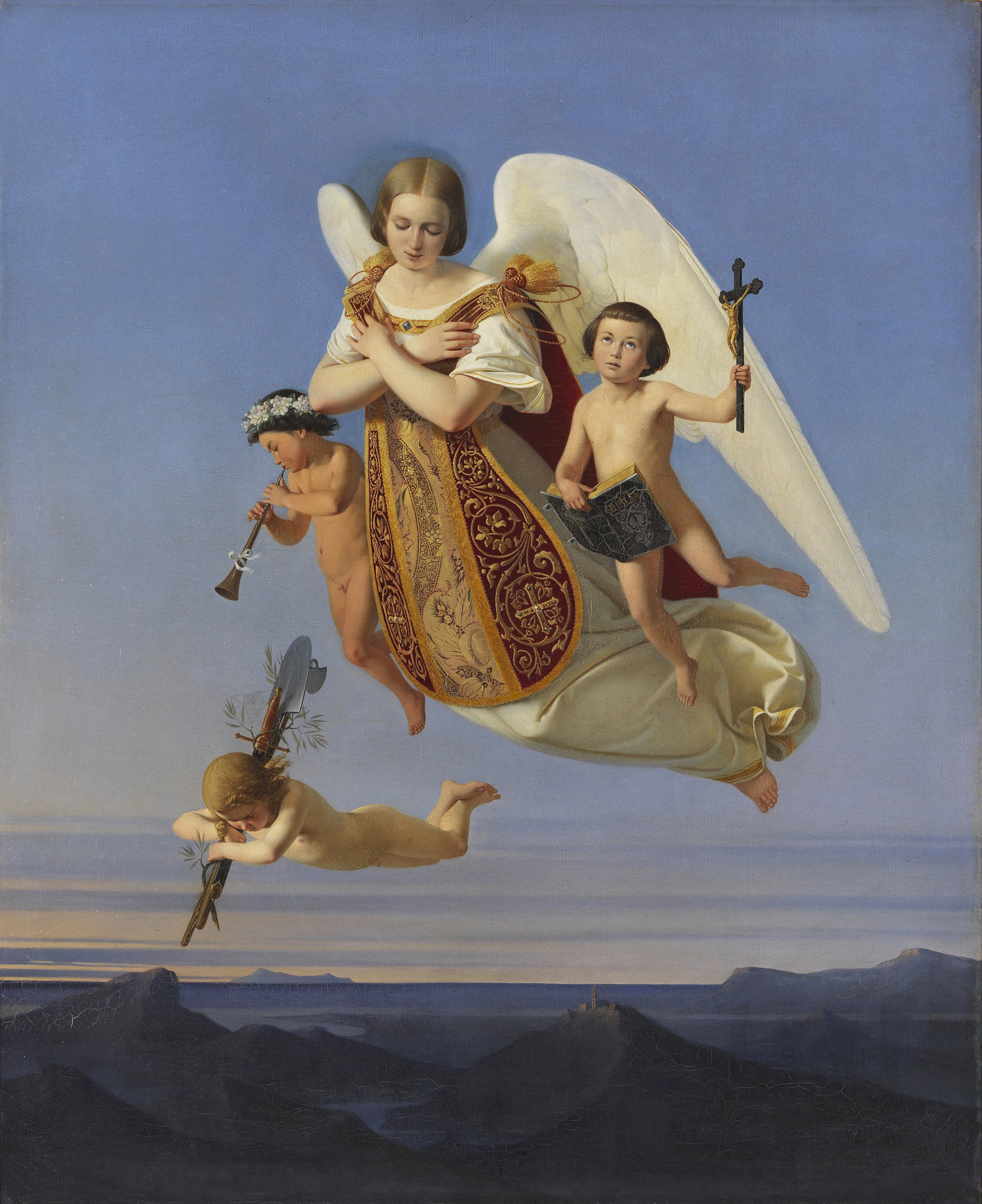
Allégorie de la journée.
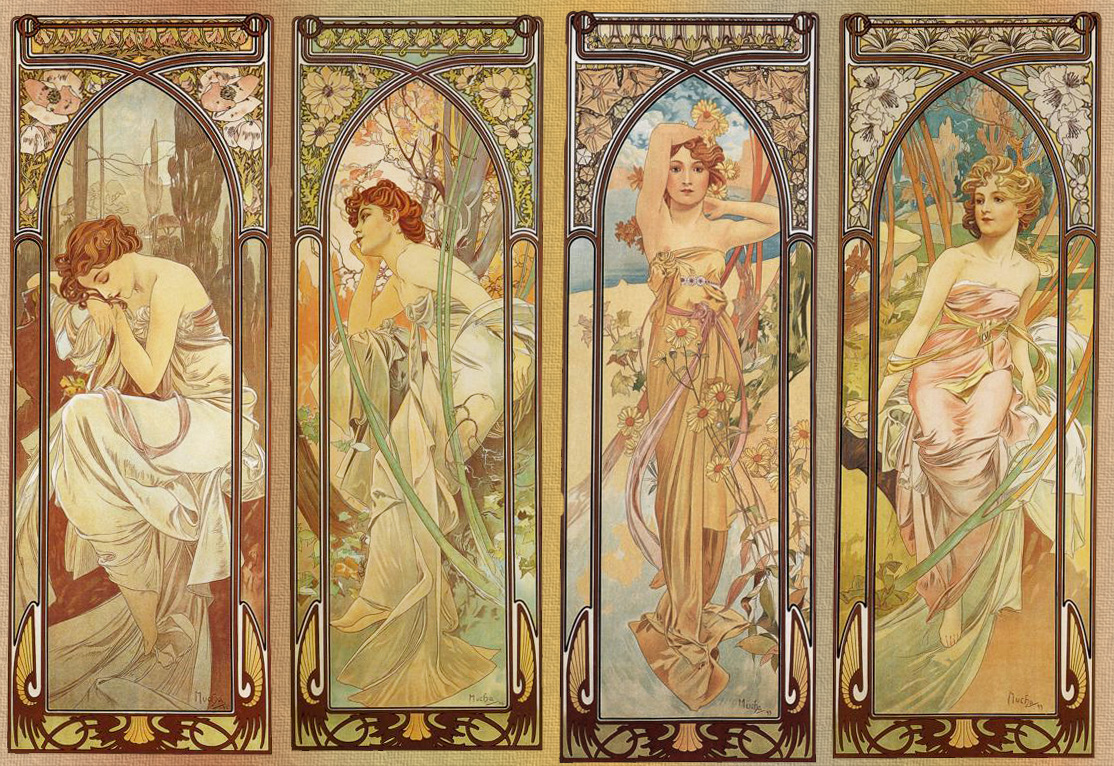
Allégories des parties de la journée par Alfons Mucha.

### Sources primaires
- Alcman, (fr. 5 [édition ?]).
- Bacchylide (fr. 7 [édition ?]).
- Cicéron, De natura deorum [détail des éditions] [lire en ligne] (III, 17).
- Hésiode, Théogonie [détail des éditions] [lire en ligne] (v. 115, 124 et 744).
- Hygin, Fables [détail des éditions] [(la) lire en ligne] (Préface).
- Lyrique grec V Anonyme, Fragment 1010 (?).